# Dilophus bispinosus
Dilophus bispinosus är en tvåvingeart som beskrevs av Lundstrom 1913. Dilophus bispinosus ingår i släktet Dilophus och familjen hårmyggor. Inga underarter finns listade i Catalogue of Life.